# Vinebre
Vinebre est une commune de la province de Tarragone, en Catalogne, en Espagne, de la comarque de la Ribera d’Ebre.